# Alejandro Alfaro
Alejandro Alfaro Ligero (La Palma del Condado, Huelva; 23 de noviembre de 1986) es un exfutbolista español. Es hermano del futbolista Jesús Alfaro. .

## Biografía
Empezó jugando en el Siempre Alegres (el equipo de su pueblo) hasta los 16 años. Pablo Blanco consiguió que Alejandro entrara en la cantera del Sevilla, ya que un amigo de la familia, Francisco Ramírez García (exjugador de los juveniles del Sevilla FC), habló con Pablo. Con el primer equipo debutó contra la Real Sociedad de la mano de Juande Ramos.
Su primer tanto lo consiguió en el Sevilla 3- 1 Rayo Vallecano de la Copa que dio el pase a la siguiente ronda al equipo hispalense.
En su familia no es el único futbolista, ya que tiene un hermano en el Hércules de 2.ªB y otro retirado. 
En la temporada 2008/09 el Sevilla FC lo cede al CD Tenerife de la 2.ª división española durante una temporada. Es presentado por el club insular el 14/07/2008 en el estadio Heliodoro Rodríguez López. En este equipo, fue uno de los grandes artífices del ascenso a Primera División, y se convirtió en el segundo goleador de la plantilla, con veinte goles, solo por detrás de Juan Francisco Martínez Modesto, "Nino" ("pichichi" de la categoría). 
El 30 de junio de 2009, Alfaro volvió al Sevilla FC, donde realizó una gran pretemporada. Sin embargo, el fichaje de Álvaro Negredo por el conjunto de Nervión, provocó la vuelta del futbolista al club blanquiazul. Al terminar la temporada 2009/10 el jugador retornó al Sevilla FC.
En la temporada 2010/11 dispone de minutos en el Sevilla FC, rentabilizándolos con goles, teniendo el segundo mejor ratio goles/minutos de la plantilla.
En la temporada 2011/2012 el Sevilla Fútbol Club llegó a un acuerdo con el Real Club Deportivo Mallorca para vender al jugador por un valor de 700.000€. Tras una primera campaña y una mitad de la segunda sin apenas contar a las órdenes de Joaquín Caparrós, tras la destitución de éste, comienza a entrar en los planes de Gregorio Manzano y se convierte en el jugador más realizador del club en el 2013, formando un gran dúo con Giovanni Dos Santos, aunque tanto él como Gio no pudieron evitar el descenso a segunda de los bermellones.
El 18 de agosto de 2014 el jugador rescinde su contrato de mutuo acuerdo con el RCD Mallorca y finaliza su etapa de 3 años como jugador bermellón.
El 28 de agosto de 2014 se confirmó su fichaje por el Real Valladolid para dos temporadas.
En el año 2016 el Córdoba confirmó su fichaje y el 8 de junio de 2017 firmó por dos temporadas más con el club blanquiverde.
En julio de 2019 fichó, junto su hermano, por el Hércules CF. En el mercado invernal de la temporada 2019-20, el club alicantino le rescindió el contrato. Jugó un total de trece partidos

## Clubes
| Club             | País   | Año       |
| ---------------- | ------ | --------- |
| Sevilla Atlético | España | 2005-2007 |
| Sevilla FC       | España | 2007-2008 |
| CD Tenerife      | España | 2008-2010 |
| Sevilla FC       | España | 2010-2011 |
| RCD Mallorca     | España | 2011-2014 |
| Real Valladolid  | España | 2014-2016 |
| Córdoba CF       | España | 2016-2019 |
| Hércules CF      | España | 2019-2020 |
| Intercity SJ     | España | 2020      |